# 京都衛生専門学校
京都衛生専門学校（きょうとえいせいせんもんがっこう）とは、京都府京都市南区にかつて存在した栄養学・調理の専修学校。設置者は学校法人京都衛生学園。

## 沿革
- 1979年 - 京都駅南に社団法人京都市食品衛生協会を母体とした調理師養成施設、京都食品衛生専門学校を設立。
- 2004年 - 鍼灸師養成施設を開設。
- 2009年4月 - 39億円の負債を抱え、同校の土地・建物が競売にかけられて明け渡しを求められ、京都地裁により強制執行が行われる[1]。
- 2009年7月 - 競売問題に絡み、元学生や入学予定者らが、同校を運営する学校法人京都衛生学園などを相手取り、損害賠償請求訴訟を京都地裁に提起[2]。

## 設置学科
- 調理師本科
- 調理師科
- 製菓衛生師科
- 柔整科
- 鍼灸科

## 交通
- JR京都駅八条口より徒歩5分